# Toksun
Toksun (chiń. 托克逊县; pinyin: Tuōkèxùn Xiàn; ujg. توقسۇن ناھىيىسى, Toqsun Nahiyisi) – powiat w zachodnich Chinach, w regionie autonomicznym Sinciang, w prefekturze miejskiej Turfan. W 2000 roku liczył 102 150 mieszkańców.